# Halloween H20: 20 Years Later
Halloween H20: 20 Years Later é um filme estadunidense de 1998, do gênero terror, escrito por Robert Zapia e Matt Greenberg e dirigido por Steve Miner. É o sétimo filme da série Halloween e sexto baseado no serial killer Michael Myers.

## Sinopse
Laurie Strode simulou sua morte para poder escapar da fúria assassina de Michael Myers. Anos depois, ela assumiu uma nova identidade e uma nova vida: ela é Keri Tate e trabalha como diretora de uma escola, mas vive constantemente com o medo de que Myers descubra seu paradeiro.   
Outro Halloween se aproxima, e Laurie sabe que corre perigo. Até que passados 20 anos desde que tudo começou, ela reencontra Michael Myers que agora está perseguindo seu filho. Com o horror de volta em sua vida, uma coisa fica clara: ela terá de enfrentá-lo e só um irá sobreviver a esse duelo.  

## Elenco
- Jamie Lee Curtis - Laurie Strode/Keri Tate
- Josh Hartnett - John Tate
- Adam Arkin - Will Brennan
- Michelle Williams - Molly Cartwell
- Adam Hann-Byrd - Charlie Deveraux
- Jodi Lyn O'Keefe - Sarah Wainthrope
- Janet Leigh - Norma Watson
- LL Cool J - Ronald "Ronny" Jones
- Nancy Stephens - Marion Chambers
- Chris Durand - Michael Myers
- Joseph Gordon-Levitt - Jimmy Howell
- Branden Williams - Tony Allegre
- Beau Billingslea - Detetive Fitzsimmons
- Matt Winston - Matt Sampson
- Larisa Miller - Claudia
- Emmalee Thompson - Casey
- Tom Kane - Dr. Sam Loomis
- Lisa Gay Hamilton - Shirley "Shirl" Jones